# Ritmo 0
A apresentação performática Ritmo 0 (em inglês: Rhythm 0) foi uma proposta artística feita pela artista sérvia Marina Abramovic no Studio Morra na cidade de Nápoles na Itália. A proposta feita pela artista era basicamente ficar parada durante 6 horas enquanto o público era convidado a fazer com ela o que quisesse, usando um dos 72 objetos que ela colocou sobre uma mesa.
A ideia da apresentação performática era entender o limite do ser humano quando dado ao mesmo o poder de agir sob outro humano sem a apresentação direta de uma consequência para seus atos.

## Performance
As instruções dadas pela artista eram basicamente:
| “ | Existem 72 objetos na mesa no qual vocês poderão utilizar em mim. Eu sou um objeto. Me responsabilizo por todos os atos cometidos envolvendo a minha pessoa durante a performance. Duração: 6 horas (das 20:00 ás 2:00) | ” |

Existiam diversos objetos na mesa, existiam objetos desde inofensivos á objetos extremamente ameaçadores, os objetos que mais chamaram a atenção do público eram: penas, flores, uvas, perfumes, vinho, pedaço de pão, facas, tesouras, uma barra de ferro, lâminas de barbear e uma pistola carregada com uma bala.

### Cronologia
- Durante as primeiras horas ninguém além dos fotógrafos se aproximaram da artista, tudo parecia bem pacífico.[3]
- Após um tempo, alguns expectadores começaram investidas como beija-la, lhe darem flores e tentarem levantar seus braços para o ar.
- Por volta de umas duas horas da performance, os expectadores começaram a carrega-la e colocaram a mesma deitada em uma mesa onde cravaram uma faca entre suas pernas.
- Das três horas em diante as pessoas começaram a utilizar-se dos objetos de forma mais agressiva, alguns utilizaram-se das lâminas de barbear para cortar suas roupas deixando-a despia, algo que era aguardada pela artista.
- Na quarta hora de apresentação, homens começaram a apalpar as partes intimas da artista enquanto outros sujeitos ousaram cortar o pescoço da mesma com as lâminas de barbear e chupar o sangue que estava saindo das suas feridas.
- Durante as ultimas duas horas as situações ficaram violentas, pessoas colocaram espinhos de rosas em seu estômago e até mesmo alguém utilizou-se da arma para coloca-la na mão da artista e faze-la apontar contra sigo mesma.

### Visão da artista
Mesmo chocada pelo ocorrido, a mesma acreditava que haveriam sim ações invasivas porem não acreditava que as ações seriam tão graves, ela relatou:
| “ | Durante a terceira hora, todas suas roupas foram cortadas com lâminas de barbear. Na quarta hora, as mesmas lâminas começaram a explorar sua pele. Sua garganta foi cortada para que alguém pudesse chupar o seu sangue. Vários abusos sexuais pequenos foram cometidos. Ela estava tão comprometida com seu trabalho que não teria resistido nem a estupro ou assassinato. Eu me senti realmente violada: eles cortaram minhas roupas, enfiaram espinhos de rosa no meu estômago, uma pessoa apontou a arma na minha cabeça | ” |

A artista também comentou como o objetivo da obra foi concluído:
| “ | Esta performance revela algo terrível sobre a humanidade. Mostra o quão rápido uma pessoa pode te machucar sob circunstâncias favoráveis. Isso mostra o quão fácil é desumanizar uma pessoa que não luta, que não se defende. Isso mostra que, se tiver a oportunidade, a maioria das pessoas 'normais' pode se tornar realmente violenta. | ” |

### Recepção
O "Ritmo 0" ficou em nono lugar em uma lista complex das maiores obras de arte performática já realizadas.